# Flugtrumpetväxter
Flugtrumpetväxter (Sarraceniaceae) är en familj i Ericales med insektsätande växter. Familjen består av tre släkten, Sarracenia (flugtrumpetsläket), Darlingtonia, and Heliamphora, och den fossila Archaeamphora longicervia. Sarracenia och Darlingtonia växer i Nordamerika och har spritts till andra platser. Heliamphora kommer från Sydamerika. Alla släktena har blad omvandlade till vätskefyllda kannor som lockar och smälter ner insekter och andra leddjur. Liksom andra köttätande växter finns flugtrumpetväxter ofta på fuktig jord som är fattig på näringsämnen.

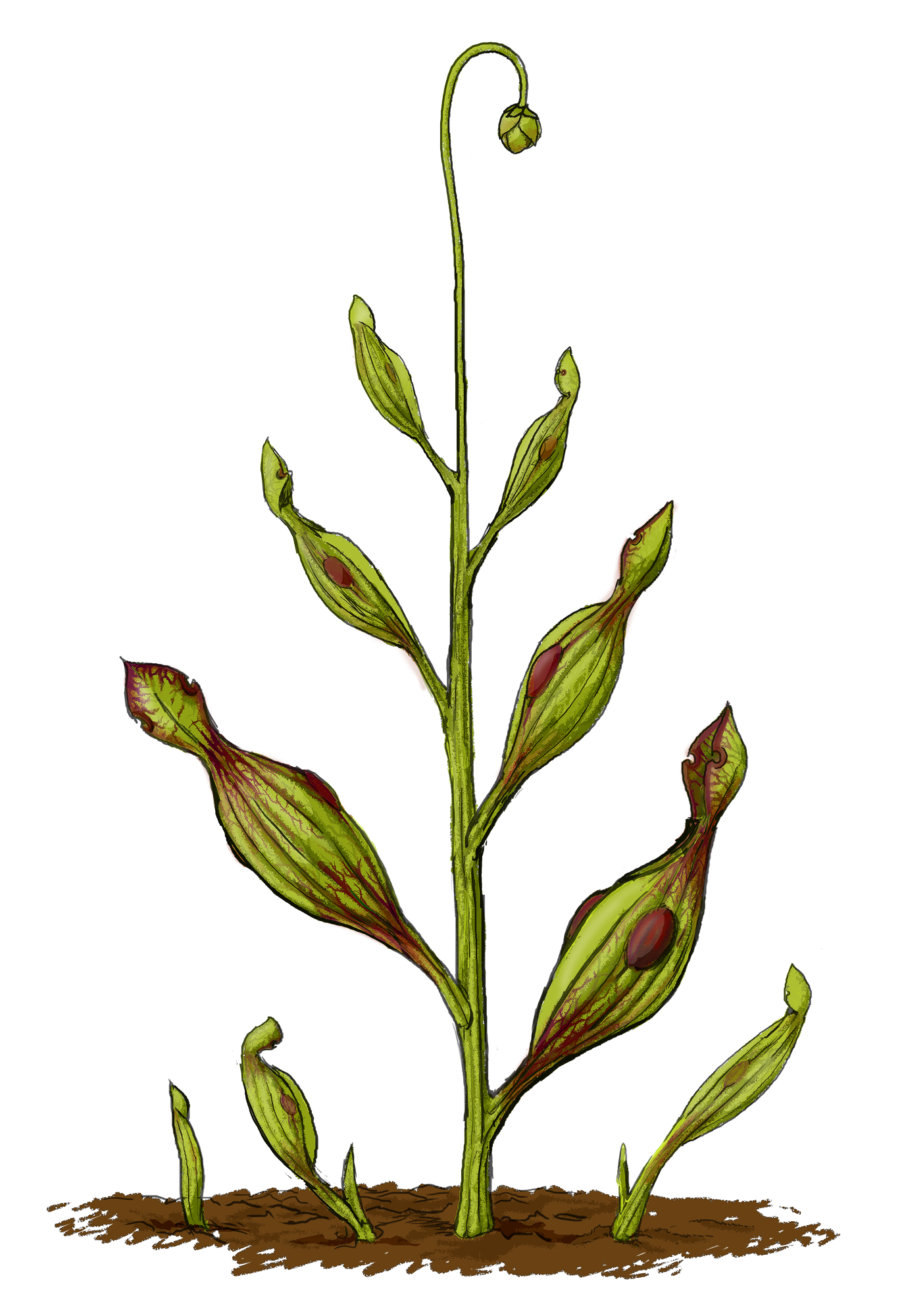
Archaeamphora longicervia, utdöd
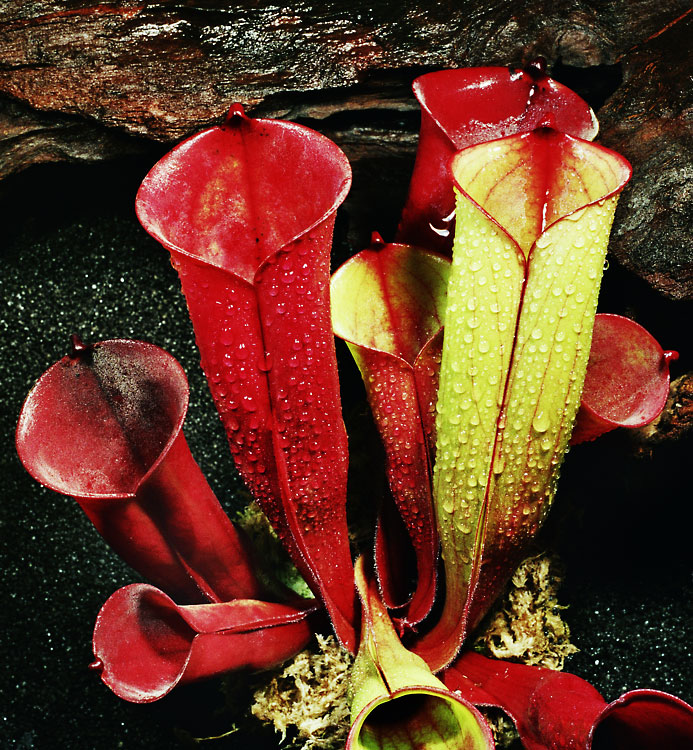
Heliamphora
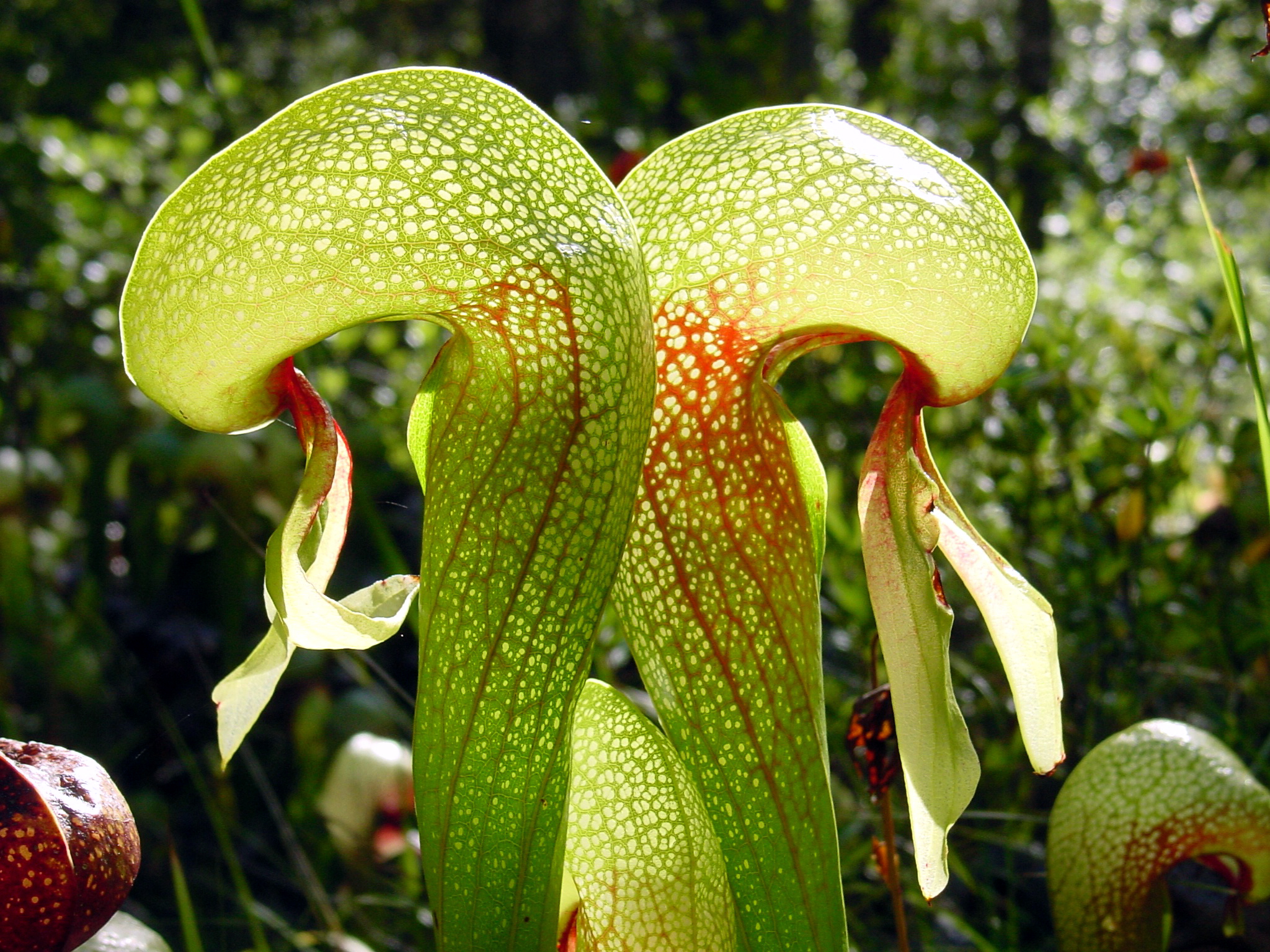
Darlingtonia californica
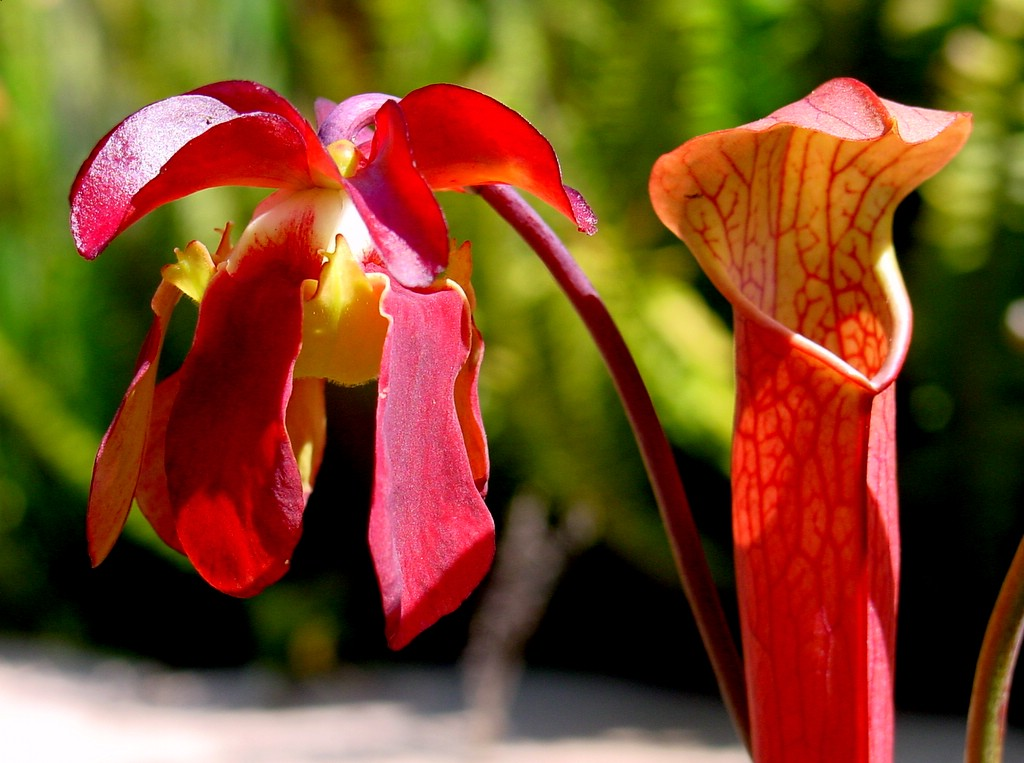
Sarracenia